# 김영남 (1944년)
김영남(金英南, 1944년 10월 29일 ~ , 서울)은 대한민국의 공무원이다.

## 학력
- 서울고등학교 졸업
- 서울대학교 토목공학 학사

## 경력
- 1980년 : 인천지방해운항만청 인천항건설사무소장
- 1983년 : 울산지방해운항만청 울산항건설사무소장
- 1988년 : 군산항건설사무소장
- 1994년 : 인천지방해양수산청 인천항건설사무소장
- 2000년 : 부산지방해양수산청 부산항건설사무소장
- 2001년 : 해양수산부 항만국장
- 2003년 : 한국컨테이너부두공단 이사장
- 2003년 : 해양수산부 차관
- 2005년 : 한국지역난방공사 사장

| 전임 최낙정 | 해양수산부 장관 직무대리 2003년 10월 2일 ~ 2003년 10월 13일 | 후임 장승우 |

| 전임 최낙정 | 제7대 해양수산부 차관 2003년 9월 19일 ~ 2004년 10월 17일 | 후임 강무현 |